# Alton B. Parker
Alton Brooks Parker (Cortland, 14 de mayo de 1852-Nueva York, 10 de mayo de 1926) fue un juez estadounidense. Representando al Partido Demócrata perdió las elecciones presidenciales de 1904 ante el republicano Theodore Roosevelt. 
Oriundo del norte de Nueva York, Parker ejerció la abogacía en Kingston, antes de ser nombrado miembro de la Corte Suprema de Nueva York y elegido miembro de la Corte de Apelaciones de Nueva York; se desempeñó como juez principal de este último desde 1898 hasta 1904, cuando renunció para presentarse a la presidencia. En 1904, derrotó al editor liberal William Randolph Hearst por la nominación del Partido Demócrata a la presidencia de los Estados Unidos. En las elecciones generales, Parker se opuso al popular presidente republicano en ejercicio Theodore Roosevelt. Después de una campaña desorganizada e ineficaz, Parker fue derrotado por 336 votos electorales contra 140. Luego volvió a ejercer la abogacía. Dirigió la exitosa campaña de 1910 de John A. Dix para gobernador de Nueva York y se desempeñó como abogado de la acusación para el juicio político en 1913 del sucesor de Dix, el gobernador William Sulzer.

## Primeros años
Parker nació en Cortland, Nueva York, hijo de John Brooks Parker, un granjero, y Harriet F. Stratton. Sus dos padres tenían una buena educación y fomentaron su lectura desde una edad temprana. A la edad de 12 o 13 años, Parker vio a su padre actuar como jurado y quedó tan fascinado por el proceso que decidió convertirse en abogado. Asistió a la Academia Cortland y se fue para comenzar a trabajar como profesor en Binghamton. Allí se comprometió con Mary Louise Schoonmaker, la hija de un hombre que era dueño de una propiedad cerca de su escuela. Luego regresó a la Academia Cortland. Después de graduarse, asistió a la State Normal School en Cortland (ahora la State University of New York College), Parker se casó con Schoonmaker en 1872 y se convirtió en empleado de Schoonmaker & Hardenburgh, una firma legal en la que uno de sus parientes era el mayor. socio. Luego se matriculó en la Facultad de Derecho de Albany de Union University, Nueva York. Después de graduarse con un J.B  en 1873, ejerció la abogacía en Kingston hasta 1878 como socio principal de la firma Parker & Kenyon.
Parker también participó activamente en el Partido Demócrata y fue uno de los primeros partidarios del futuro gobernador de Nueva York y presidente de los Estados Unidos, Grover Cleveland. Se desempeñó como delegado en la Convención Nacional Demócrata de 1884, en la que Cleveland fue nombrado candidato presidencial del partido; Cleveland pasó a derrotar por poco al republicano James G. Blaine en las elecciones de otoño. Durante este tiempo, Parker también se convirtió en un protegido de David B. Hill, dirigiendo la campaña para gobernador de Hill en 1884 que ganó de manera aplastante.

## Nominación presidencial

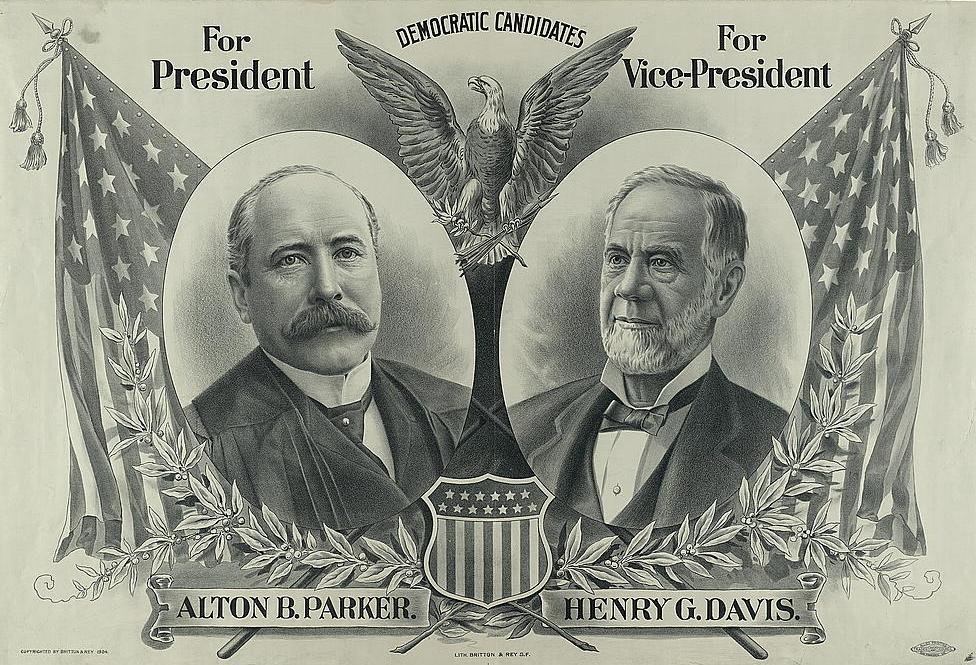
Póster de la campaña Parker / Davis.

A medida que se acercaban las elecciones presidenciales de 1904, los demócratas comenzaron a buscar un candidato que se opusiera al popular presidente republicano en funciones, Theodore Roosevelt, y el nombre de Parker surgió como posible candidato. El secretario de Guerra de Roosevelt, Elihu Root, dijo de Parker que "nunca ha abierto la boca sobre ninguna cuestión nacional", pero Roosevelt temía que la neutralidad del hombre demostrara una ventaja política, y dijo que "el individuo de tono neutral es muy apto para vencer al hombre de opiniones pronunciadas y vida activa ".
La Convención Nacional Demócrata de 1904 se celebró en julio en San Luis, Misuri, y luego también fue sede de la Feria Mundial de 1904 y los Juegos Olímpicos de Verano de 1904. El mentor de Parker, David B. Hill, después de haber intentado y no haber logrado la nominación él mismo en la convención de 1892, ahora lideró la campaña para la nominación de su protegido. William Jennings Bryan, quien había sido nominado pero derrotado por William McKinley tanto en 1896 como en 1900, ya no era considerado por los delegados como una alternativa viable. Los radicales del partido apoyaban al editor William Randolph Hearst, pero carecían de un número suficiente para asegurar la nominación debido a la oposición de Bryan y Tammany Hall, una poderosa maquinaria política de Nueva York. Pequeños grupos de delegados se comprometieron a apoyar a otros candidatos, incluido el senador de Misuri Francis Cockrell; Richard Olney, Secretario de Estado de Grover Cleveland; Edward C. Wall, exrepresentante del estado de Wisconsin; y George Gray, exsenador de Delaware. Otros delegados hablaron de nominar a Cleveland, que ya había cumplido dos mandatos no consecutivos, pero Cleveland ya no era popular fuera del partido o incluso dentro de él, debido a su ruptura con Bryan.
El largo servicio de Parker en el juzgado demostró ser una ventaja en su nominación, ya que había evitado tomar posiciones sobre temas que dividían al partido, particularmente el de los estándares monetarios. Hill y otros partidarios de Parker permanecieron deliberadamente en silencio sobre las creencias de su candidato. Cuando la convención emitió sus votos, estaba claro que ningún candidato, excepto Parker, podía unificar al partido, y fue seleccionado en la primera votación. Henry G. Davis, un anciano millonario de Virginia Occidental y exsenador, fue seleccionado como candidato a vicepresidente con la esperanza de que financiaría parcialmente la campaña de Parker.
La convención estuvo dividida por el debate sobre si incluir un tablón de plata libre en la plataforma de la campaña, oponiéndose al patrón oro y pidiendo al gobierno que acuñe grandes cantidades de dólares de plata. El movimiento de la "plata libre", un elemento clave para el partido en 1896 y 1900, fue popular entre los agricultores occidentales endeudados que sentían que la inflación les ayudaría a pagar sus deudas. Los intereses comerciales, en cambio, apoyaron la menor inflación del patrón oro. Bryan, famoso por su discurso de 1896 sobre la "Cruz de oro" oponiéndose al patrón oro, luchó amargamente para evitar la inclusión de ese patrón en la plataforma del partido en 1904. Finalmente, la convención acordó no incluir nada sobre el tema.
Sin embargo, en busca de ganar el apoyo de la facción oriental de "dinero sólido", Parker envió un telegrama a la convención inmediatamente después de escuchar la noticia de su nominación que consideraba el patrón oro "establecido firme e irrevocablemente" y rechazaría la nominación si pudiera. El telegrama provocó un nuevo debate y una nueva oposición de Bryan, pero la convención finalmente respondió a Parker que era libre de hablar sobre el tema como quisiera. El apoyo nacional a Parker comenzó a aumentar, y Roosevelt elogió el telegrama de su oponente en privado como "audaz y hábil"  y "muy hábil".

## Campaña

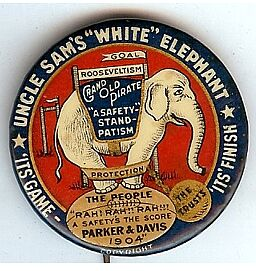
Un botón publicitario de Parker de 1904 que ataca a los republicanos vinculándolos a las grandes empresas.

Después de recibir la nominación, Parker renunció al juzgado. El 10 de agosto, una delegación de ancianos del partido lo visitó formalmente en Rosemount para informarle de su nominación. Parker luego pronunció un discurso en el que criticaba a Roosevelt por la participación de su administración en los asuntos turcos y marroquíes y por no haber dado una fecha en la que Filipinas se independizaría del control estadounidense; el discurso fue considerado incluso por los partidarios como impersonal y poco inspirador. El historiador Lewis L. Gould describió el discurso como un "fiasco" para Parker del que el candidato no se recuperó. Después de este discurso inicial, Parker se retiró a una estrategia de silencio nuevamente, evitando comentar sobre todos los temas importantes.
Un mes antes de las elecciones, Parker se dio cuenta del gran volumen de donaciones corporativas que Cortelyou había solicitado para la campaña de Roosevelt e hizo del "cortelismo" un tema de sus discursos, acusando al presidente de no ser sincero en anteriores esfuerzos por romper la confianza. A finales de octubre, también realizó una gira de conferencias en los estados clave de Nueva York y Nueva Jersey, en la que reiteró la "exhibición desvergonzada de la voluntad del presidente de comprometerse con dignidad". Roosevelt, enfurecido, emitió un comunicado en el que calificaba las críticas de Parker de "monstruosas" y "calumniosas".
Sin embargo, los ataques de Parker llegaron demasiado tarde para cambiar las elecciones. El 8 de noviembre, Roosevelt ganó con una victoria aplastante de 7,630,457 votos contra los 5,083,880 de Parker. Roosevelt ganó todos los estados del norte y del oeste, incluido Misuri, por un total de 336 votos electorales; Parker ganó solamente el tradicionalmente democrático Sur Sólido, acumulando 140 votos electorales. Parker telegrafió sus felicitaciones a Roosevelt esa noche y regresó a la vida privada.
En el libro de Irving Stone de 1943, They Also Ran, sobre candidatos presidenciales derrotados, el autor afirmó que Parker fue el único candidato presidencial derrotado en la historia del que nunca se escribió una biografía sobre él. Stone teorizó que Parker habría sido un presidente eficaz y la elección de 1904 fue una de las pocas en la historia de Estados Unidos en la que los votantes tenían dos candidatos de primera para elegir. Stone afirmó que a los estadounidenses les gustaba más Roosevelt debido a su estilo colorido.

## Bibiliografía
- Dalton, Kathleen (8 de octubre de 2002). Theodore Roosevelt: A Strenuous Life. Knopf Doubleday Publishing Group. ISBN 978-0-679-44663-7.
- Gould, Lewis L. (1991). The presidency of Theodore Roosevelt. University Press of Kansas. ISBN 978-0-7006-0435-7.
- Morris, Edmund Morris (24 de noviembre de 2010). Theodore Rex. Random House Digital, Inc. ISBN 978-0-307-77781-2.
- Shoemaker, Fred C. "Alton B. Parker: the images of a gilded age statesman in an era of progressive politics" (MA thesis, The Ohio State University, 1983) online.

- Datos: Q443866
- Multimedia: Alton B. Parker / Q443866